# Wasserschloß in Sankt Ulrich
Wasserschloß in Sankt Ulrich este o arie protejată (arie specială de conservare — SAC, sit de importanță comunitară — SCI) din Germania întinsă pe o suprafață de 0,01 ha, integral pe uscat.

## Localizare
Centrul sitului Wasserschloß in Sankt Ulrich este situat la coordonatele 51°18′02″N 11°47′49″E / 51.3006°N 11.7969°E.

## Înființare
Situl Wasserschloß in Sankt Ulrich a fost declarat sit de importanță comunitară în martie 2004 pentru a proteja 1 specie de animale. Situl a fost protejat și ca arie specială de conservare în martie 2003.

## Biodiversitate
Situată în ecoregiunea continentală, aria protejată nu include niciun habitat protejat.
La baza desemnării sitului se află o specie protejată de  mamifere: liliacul mic cu potcoavă (Rhinolophus hipposideros)